# 2022 en boxe anglaise
| Années de la boxe anglaise : 2019 - 2020 - 2021 - 2022 - 2023 - 2024 - 2025    |
| Décennies de la boxe anglaise : 1990 - 2000 - 2010 - 2020 - 2030 - 2040 - 2050 |

Résumé de l'année 2022 en boxe anglaise.

## Boxe professionnelle

### Janvier
15/01 : Joe Smith Jr. (28-3, 22 KO), champion poids mi-lourds WBO, bat par KO au 9e round Steve Geffrard (18-3, 12 KO).

22/01 : Gary Russell Jr. (31-2, 18 KO), champion poids plumes WBC perd aux points contre Mark Magsayo (23-0, 16 KO).

29/01 : Ilunga Makabu (29-2, 25 KO), champion poids lourds-légers WBC, bat aux points Thabiso Mchunu (23-6, 13 KO).

### Février
06/02 : Rene Mark Cuarto (20-2-2, 11 KO), champion poids pailles IBF, bat aux points Pedro Taduran (14-4-1, 11 KO).

26/02 : Jerwin Ancajas (33-2-2, 22 KO), champion poids super-mouches IBF, perd aux points contre Fernando Martínez (14-0, 8 KO).

26/02 : Josh Taylor (19-0, 13 KO), champion poids super-légers unifié, bat aux points Jack Catterall (26-1, 13 KO).

27/02 : Lawrence Okolie (18-0, 14 KO), champion poids lourds-légers WBO, bat aux points Michal Cieslak (21-2, 15 KO).

### Mars
19/03 : Masamichi Yabuki (13-4, 12 KO), champion poids mi-mouches WBC, perd par KO au 3e round contre Kenshiro Teraji (19-1, 10 KO).

19/03 : Sunny Edwards (18-0, 4 KO), champion poids mouches IBF, bat aux points Muhammad Waseem (12-2, 8 KO).

26/03 : Kiko Martinez (43-11-2, 30 KO), champion poids plumes IBF, perd par arrêt de l'arbitre au 7e round contre Josh Warrington (31-1-1, 8 KO).

29/03 : Panya Pradabsri (38-1, 23 KO), champion poids pailles WBC, bat aux points Chayaphon Moonsri (55-2, 19 KO).

### Avril
09/04 : Gennady Golovkin (42-1-1, 37 KO), champion poids moyens IBF, bat par arrêt de l’arbitre au 9e round Ryota Murata (16-3, 13 KO) et remporte également le titre WBA.

09/04 : Junto Nakatani (23-0, 18 KO), champion poids mouches WBO, bat par arrêt de l’arbitre au 8e round Ryota Yamauchi (8-2, 7KO).

16/04 : Errol Spence Jr. (28-0, 22 KO), champion poids welters IBF et WBC, bat par arrêt de l’arbitre au 10e round Yordenis Ugas (27-5, 12 KO), champion  WBA.

22/04 : Masataka Taniguchi (15-3, 10 KO), champion poids pailles WBO, bat par arrêt de l’arbitre au 11e round Kai Ishizawa (10-2, 9KO).

23/04 : Tyson Fury (32-0-1, 23 KO), champion poids lourds WBC, bat par arrêt de l’arbitre au 6e round Dillian Whyte (28-3, 19KO).

30/04 : Óscar Valdez (30-1, 23 KO), champion poids super-plumes WBC, perd aux points contre Shakur Stevenson, champion WBO (18-0, 9 KO).

### Mai
07/05 : Dmitrii Bivol (20-0, 11 KO), champion poids mi-lourds WBA, bat aux points Canelo Álvarez (57-2-2, 39 KO).

14/05 : Jermell Charlo (35-1-1, 19 KO), champion poids super-welters WBA, WBC et IBF, bat par arrêt de l'arbitre au 10e round Brian Castaño (17-1-2, 12 KO), champion WBO.

### Juin
04/06 : Kenichi Ogawa (28-2-1, 18 KO), champion poids super-plumes IBF, perd par KO au 2e round contre Joe Cordina (15-0, 9 KO).

04/06 : Stephen Fulton (21-0, 8 KO), champion poids super-coqs WBC et WBO bat au points Daniel Roman (29-4-1, 10 KO).

04/06 : Devin Haney (28-0, 5 KO), champion poids plumes WBC, bat aux points George Kambosos Jr. (20-1, 10 KO), champion WBA, IBF et WBO.

07/06 : Naoya Inoue (23-0, 20 KO), champion poids super-plumes WBA et IBF, bat par KO au second round Nonito Donaire (42-7, 28 KO), champion WBC.

10/06 : Hiroto Kyoguchi (16-0, 11 KO), champion poids mi-mouches WBA, bat par arrêt de l'arbitre au 8e round Esteban Bermudez (14-4-2, 11 KO).

18/06 : Artur Beterbiev (18-0, 18 KO), champion poids mi-lourds WBC et IBF, bat par arrêt de l'arbitre au 2e round Joe Smith Jr. (28-4, 22 KO), champion WBO.

24/06 : Jonathan González (26-3-1, 14 KO), champion poids mi-mouches WBO, bat aux points Mark Anthony Barriga (11-2, 2 KO).

25/06 : Murodjon Akhmadaliev (11-0, 8 KO), champion poids super-coqs WBA et IBF, bat par arrêt de l’arbitre au 12e round Ronny Rios (33-4, 16 KO).

### Juillet
01/07 : Rene Mark Cuarto (20-3-2, 11 KO), champion poids pailles IBF, perd aux points contre Daniel Valladares (26-3-1, 15 KO).

02/07 : Mairis Briedis (28-2, 20 KO), champion poids lourds-légers IBF, perd aux points contre Jai Opetaia (22-0, 17 KO).

09/07 : Mark Magsayo (20-1, 16 KO), champion poids plumes WBC, perd aux points Rey Vargas (35-1, 22 KO).

13/07 : Kazuto Ioka (29-2, 15 KO), champion poids super-mouches WBO, bat aux points Donnie Nietes (43-2-6, 23 KO).

20/07 : Thammanoon Niyomtrong (24-0, 9 KO), champion poids pailles WBA, bat aux points Chayaphon Moonsri (55-23, 19 KO).

### Août
20/08 : Oleksandr Usyk (20-0, 13 KO), champion poids lourds WBA, IBF et WBO, bat aux points Anthony Joshua (24-3, 22 KO).

20/08 : Emanuel Navarrete (36-1, 30 KO), champion poids plumes WBO, bat par KO au 6e round Eduardo Baez (21-3-2, 7 KO).

20/08 : Alberto Puello (21-0, 10 KO), bat aux points Botirzhon Akhmedov (9-2, 8 KO) pour le titre vacant de champion poids super-légers WBA.

20/08 : Roger Gutiérrez (26-4-1, 20 KO) perd aux points contre Héctor Luis García (16-3, 10 KO) pour le titre de champion poids super-plumes WBA.

31/08 : Panya Pradabsri (39-1, 23 KO), champion poids pailles WBC, bat aux points Norihito Tanaka (20-9, 10 KO).

### Septembre
03/09 : Hector Flores Calixto (20-1-4, 10 KO) perd aux points contre Sivenathi Nontshinga (11-0, 9 KO) pour le titre vacant de champion poids mi-mouches IBF.

17/09 : Canelo Álvarez (58-2-2, 40 KO), champion poids super-moyens unifié, bat aux points Gennadiy Golovkin (42-2-1, 37 KO).

17/09 : Jesse Rodríguez Franco (17-0, 12 KO), champion poids super-mouches WBC, bat aux points Israel González (28-5-1, 11 KO).

23/09 : Shakur Stevenson (19-0, 9 KO), champion poids super-plumes WBC et WBO, bat aux points Robson Conceição (17-2, 8 KO).

### Octobre
08/10 : Fernando Martínez (15-0, 9 KO), champion poids super-mouches IBF, bat aux points Jerwin Ancajas (33-3-2, 22 KO).

16/10 : Devin Haney (29-0, 15 KO), champion poids légers unifié, bat aux points George Kambosos Jr. (20-2, 10 KO).

### Novembre
01/11 : Hiroto Kyoguchi (16-1, 11 KO), champion poids mi-mouches WBA, perd par arrêt de l’arbitre au 7e round contre Kenshiro Teraji (20-1, 12 KO), champion  WBC.

01/11 : Jonathan González (26-3-1, 14 KO), champion poids mi-mouches WBO, bat aux points Shokichi Iwata (9-1, 6 KO).

05/11 : Shavkatdzhon Rakhimov (17-0-1, 14 KO) bat par arrêt de l'arbitre au 9e round Zelfa Barrett (28-2, 16 KO) pour le titre vacant de champion poids super-plumes IBF.

05/11 : Dmitrii Bivol (21-0, 11 KO), champion poids mi-lourds WBA, bat aux points Gilberto Ramirez (44-1, 30 KO).

11/11 : Sunny Edwards (19-0, 4 KO), champion poids mouches IBF, bat aux points Felix Alvarado (38-3, 33 KO).

12/11 : Zhanibek Alimkhanuly (13-0, 8 KO), champion poids moyens WBO, bat aux points Denzel Bentley (17-2-1, 14 KO).

19/11 : Arsen Goulamirian (26-0, 18 KO), champion poids lourds-légers WBA vs. Aleksei Egorov (11-0, 7 KO).

26/11 : Regis Prograis (28-1, 24 KO) bat par arrêt de l’arbitre au 11e round Jose Zepeda (35-3, 27 KO) pour le titre vacant de champion poids super-légers WBC.

### Décembre
03/12 : Tyson Fury (33-0-1, 24 KO), champion poids lourds WBC, bat par arrêt de l'arbitre au 10e round Derek Chisora (33-13, 23 KO).

03/12 : Julio Cesar Martinez (19-2, 14 KO), champion poids mouches WBC, bat aux points Samuel Carmona (8-1, 4 KO).

03/12 : Juan Francisco Estrada (44-3, 28 KO), bat aux points Román González (51-4, 41 KO) pour le titre vacant de champion poids super-mouches WBC.

10/12 : Josh Warrington (31-2-1, 8 KO), champion poids plumes IBF, perd aux points contre Luis Alberto Lopez (27-2, 15 KO).

10/12 : Terence Crawford (39-0, 30 KO), champion poids welters WBO, bat par KO au 6e round David Avanesyan (29-4-1, 17 KO).

13/12 : Naoya Inoue (24-0, 21 KO), champion poids coqs WBA, WBC et IBF, bat Paul Butler (34-3, 15 KO) par KO au 11e round et remporte également le titre WBO.

31/12 : Joshua Franco (18-1-3, 8 KO), champion poids super-mouches WBA, fait match nul contre Kazuto Ioka (28-2-1, 15 KO), champion WBO.

## Boxe amateur
- Du 23 au 30 mai : championnats d'Europe de boxe amateur 2022.
- Du 26 juin au 1er juillet : compétitions de boxe aux Jeux méditerranéens de 2022.
- Du 29 juillet au 7 août : compétitions de boxe aux Jeux du Commonwealth de 2022.
- Du 12 au 17 septembre : championnats d'Afrique de boxe amateur 2022.
- Du 1er au 12 novembre : championnats d'Asie de boxe amateur 2022.

## Principaux décès
- 2 mars : Robert Cohen, boxeur français champion du monde des poids coqs, 92 ans[1].
- 4 août : Johnny Famechon, boxeur franco-australien champion du monde des poids plumes, 77 ans[2].
- 1er septembre : Earnie Shavers, boxeur américain poids lourds, 78 ans[3].
- 2 octobre : Éder Jofre, boxeur brésilien champion du monde des poids coqs et poids plumes, 86 ans[4].

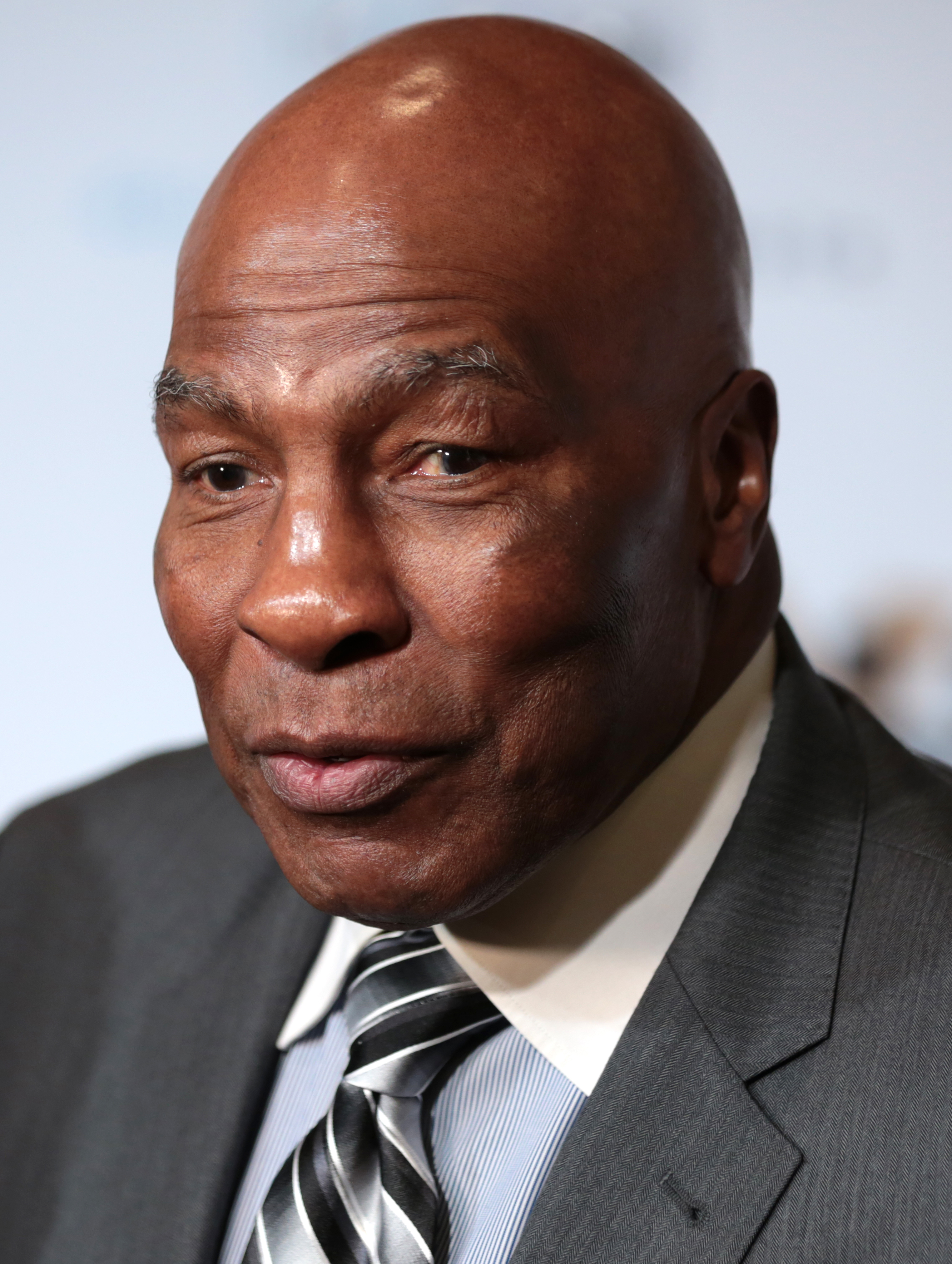
Earnie Shavers en 2017
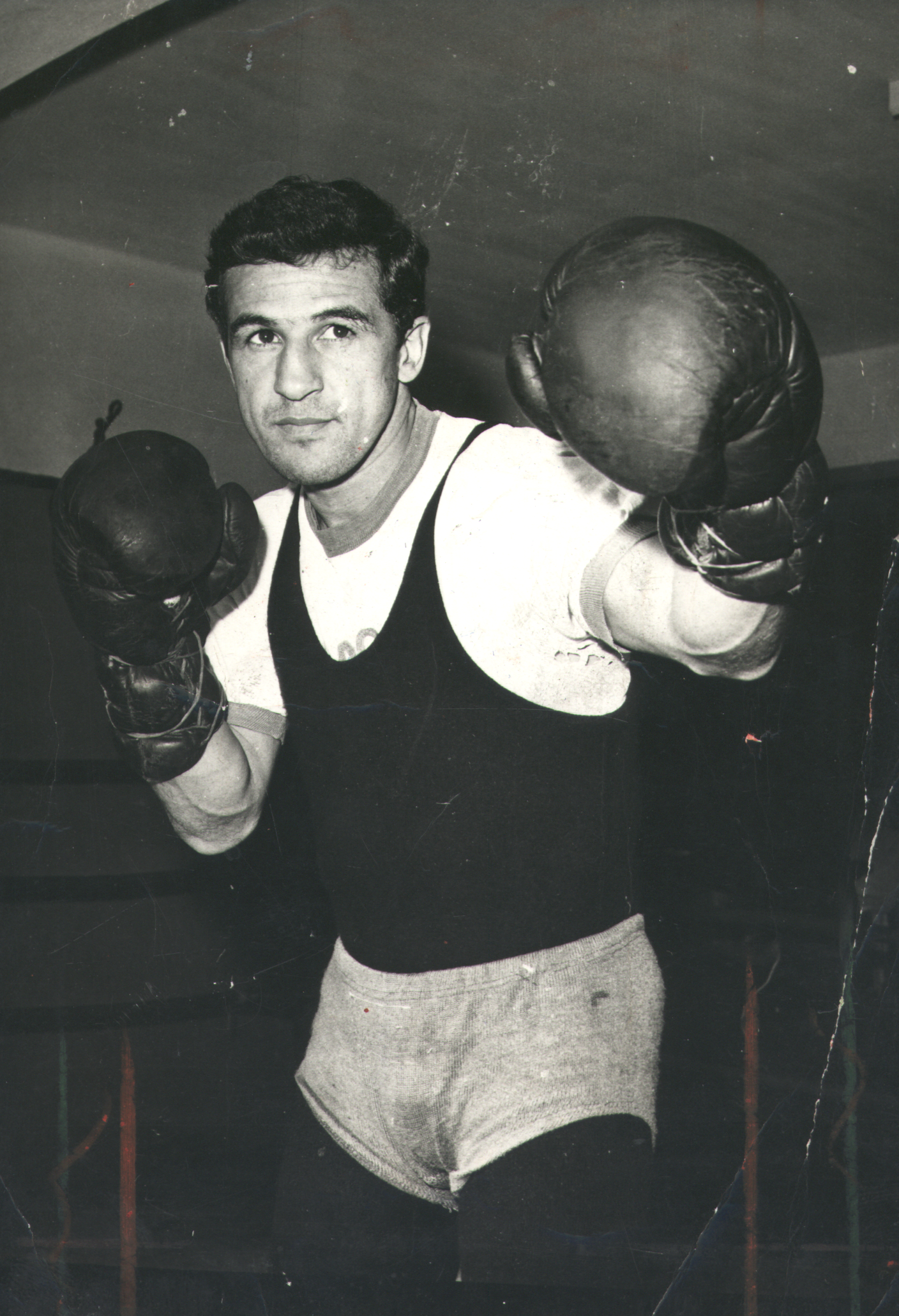
Éder Jofre en 1970